# Pamela Fryman
Pamela Fryman (Philadelphia, 1959. augusztus 19. –) amerikai szitkom rendező és producer. Tizenkét epizód kivételével az Így jártam anyátokkal című televíziós sorozat összes epizódját ő rendezte.

## Élete
Fryman a pennsylvaniai Philadelphiában született és nőtt fel. Első munkáját a The John Davidson Show-ban kapta, mint a tehetségkoordinátor asszisztense, majd a Santa Barbara című sorozatban volt produkciós asszisztens, rendezőasszisztens, végül rendező. 1993-ban Peter Noah producer, akivel együtt dolgozott a Dream House című vetélkedőműsorban, lehetőséget adott számára, hogy megrendezze a Café Americain című szitkom egyik epizódját.
A Frasier – A dumagép című szitkom 34 epizódját rendezte a negyedik és a nyolcadik évad között.
Ő rendezte az Így jártam anyátokkal epizódjainak többségét. A sorozat készítője, Craig Thomas dicsérte kommunikációs képességeit, úgy fogalmazott: "Mindenkivel érezteti, hogy odafigyel rá és tiszteli, és bárkivel képes kapcsolatot teremteni."

## Fordítás
- Ez a szócikk részben vagy egészben  a   Pamela Fryman című angol Wikipédia-szócikk ezen változatának fordításán alapul.  Az eredeti cikk szerkesztőit annak laptörténete sorolja fel. Ez a jelzés csupán a megfogalmazás eredetét és a szerzői jogokat jelzi, nem szolgál a cikkben szereplő információk forrásmegjelöléseként.